# Atriplex leptoclada
Atriplex leptoclada är en amarantväxtart som beskrevs av Pierre Edmond Boissier och Friedrich Wilhelm Noë. Atriplex leptoclada ingår i släktet fetmållor, och familjen amarantväxter. Inga underarter finns listade i Catalogue of Life.